# Liste der Kulturdenkmäler in Jugenheim in Rheinhessen
In der Liste der Kulturdenkmäler in Jugenheim in Rheinhessen sind alle Kulturdenkmäler der rheinland-pfälzischen Ortsgemeinde Jugenheim in Rheinhessen aufgeführt. Grundlage ist die Denkmalliste des Landes Rheinland-Pfalz (Stand: 3. April 2024).

## Denkmalzonen
| Bezeichnung                    | Lage                                              | Baujahr                | Beschreibung | Bild                           |
| ------------------------------ | ------------------------------------------------- | ---------------------- | --- | ------------------------------ |
| Denkmalzone Jüdischer Friedhof | südöstlich des Ortes; Flur Am Judenbegräbnis Lage | frühes 18. Jahrhundert | wohl im frühen 18. Jahrhundert eröffnetes Rechteckareal; etwa 200 Grabsteine mit zahlreichen gut erhaltenen Inschriften, frühes 18. Jahrhundert bis 1934 | weitere Bilder Fotos hochladen |

## Einzeldenkmäler
| Bezeichnung                  | Lage                                                                       | Baujahr                                  | Beschreibung | Bild                           |
| ---------------------------- | -------------------------------------------------------------------------- | ---------------------------------------- | --- | ------------------------------ |
| Wohnhaus                     | Edelsberg 2 Lage                                                           | 17. Jahrhundert                          | barockes Fachwerkhaus einer Hofanlage, teilweise massiv, 17. Jahrhundert | Fotos hochladen                |
| Hofgut der Herren von Ried   | Edelsberg 13 Lage                                                          | Mitte des 18. Jahrhunderts               | Vierseithof, Mitte des 18. Jahrhunderts; herrschaftlicher Spätbarockbau mit Mansardwalmdach, tonnengewölbte Weinkelleranlage | Fotos hochladen                |
| Wohnhaus                     | Hauptstraße 7 Lage                                                         | 1773                                     | spätbarockes Fachwerkhaus, teilweise massiv, Krüppelwalmdach, ehemals bezeichnet 1773 | Fotos hochladen                |
| Hofanlage                    | Hauptstraße 11 Lage                                                        | 1811                                     | Hofanlage; nachbarockes Wohnhaus, teilweise Fachwerk (verputzt), bezeichnet 1811 und 1820, unter Einbeziehung älterer Teile, Stall mit Pultdach, Mitte des 19. Jahrhunderts | Fotos hochladen                |
| Wohnhaus                     | Hauptstraße 13 Lage                                                        | 1728                                     | barockes Wohnhaus, teilweise Zierfachwerk, 1728 (?), Umbau 1921; straßenbildprägend | Fotos hochladen                |
| Gasthaus „Zur Krone“         | Hauptstraße 14 Lage                                                        | Mitte des 19. Jahrhunderts               | zwei parallel Satteldachbauten, Mitte des 19. Jahrhunderts unter Einbeziehung älterer Teile, Strukturputz mit Rautenzier wohl aus den 1920er Jahren; im ehemaligen Gasthaus „Zur Krone“ spätgotisches Portal, wohl aus dem 16. Jahrhundert, im rückwärtigen Bauteil mit Fachwerkobergeschoss ehemals Tanzsaal; ortsbildprägend | Fotos hochladen                |
| Spolie                       | Hauptstraße, an Nr. 20 Lage                                                | 1762                                     | spätbarocker Türsturz mit Hauszeichen, bezeichnet 1762 | Fotos hochladen                |
| Wohnhaus                     | Hauptstraße 21 Lage                                                        | späteres 18. oder frühes 19. Jahrhundert | Torfahrthaus, teilweise Fachwerk (verputzt), späteres 18. oder frühes 19. Jahrhundert; straßenbildprägend | Fotos hochladen                |
| Türblatt                     | Hauptstraße, an Nr. 22 Lage                                                | frühes 17. Jahrhundert                   | frühbarockes Türblatt, Füllungen mit Wappen des Mainzer Erzbischofs Johann Schweikhard von Cronberg, frühes 17. Jahrhundert | Fotos hochladen                |
| Gasthof „Zum Schwanen“       | Hauptstraße 26 Lage                                                        | erste Hälfte des 18. Jahrhunderts        | langgestreckter Krüppelwalmdachbau, teilweise Fachwerk (verputzt), erste Hälfte des 18. Jahrhunderts, Torbogen bezeichnet 1737; platzbildprägend | Fotos hochladen                |
| Kriegerdenkmal               | Hauptstraße, bei Nr. 28 Lage                                               | um 1880                                  | Kriegerdenkmal 1870/71, Germania auf skulptiertem Sockel, um 1880 | Fotos hochladen                |
| Evangelisches Pfarrhaus      | Hauptstraße 30 Lage                                                        | 1785                                     | stattlicher Spätbarockbau, 1785 | Fotos hochladen                |
| Wirtshausschild              | Hauptstraße, an Nr. 34 Lage                                                | 1742                                     | Rokoko-Wirtshausschild, Schmiedeeisen, bezeichnet 1742; spätbarockes Türblatt, um 1750 | Fotos hochladen                |
| Hofanlage                    | Hauptstraße 36 Lage                                                        | 1728                                     | Hofanlage, ehemalige Gerberei oder Mühle; barockes Wohnhaus, teilweise (Zier-)Fachwerk, bezeichnet 1728, Toranlage ehemals bezeichnet 1740, rückwärtig Stall, bezeichnet 1897, Keller bezeichnet 1743; straßenbildprägend | Fotos hochladen                |
| Nassau-usingisches Amtshaus  | Hauptstraße 51 Lage                                                        | 1772                                     | charaktervoller spätbarocker Krüppelwalmdachbau, teilweise Fachwerk (verputzt), 1772, wohl unter Mitwirkung von Friedrich Joachim Stengel; vorzügliche Ausstattung; spätbarocker ehemaliger Pflanzgarten | Fotos hochladen                |
| Hofanlage                    | Hintergasse 18 Lage                                                        | 17. Jahrhundert                          | kleine Hofanlage; Krüppelwalmdachbau, teilweise Zierfachwerk, im Kern aus dem 17. Jahrhundert, Querscheune 19. Jahrhundert, in den Hang eingetiefter Keller, bezeichnet 1802 | Fotos hochladen                |
| Wohnhaus                     | Hintergasse 40 Lage                                                        | um 1750                                  | spätbarockes Wohnhaus, teilweise Fachwerk, um 1750, Toranlage | Fotos hochladen                |
| Hofanlage                    | Hintergasse 42 Lage                                                        | 1819                                     | Vierseithof; langgestrecktes nachbarockes Hauptgebäude, teilweise Fachwerk (verputzt), bezeichnet 1819 und 1820, Umbau bezeichnet 1920, Wirtschaftsgebäude 19. Jahrhundert | Fotos hochladen                |
| Wohnhaus                     | Kirchgasse 2 Lage                                                          | 1601                                     | Wohnhaus, teilweise Zierfachwerk, bezeichnet 1601, 1604(?) und 1765 (wohl wiederverwendet); ortsbildprägend | weitere Bilder Fotos hochladen |
| Evangelische Pfarrkirche     | Kirchgasse 8 Lage                                                          | 1769–75                                  | Ostchorturm des Vorgängers, wohl aus der zweiten Hälfte des 13. Jahrhunderts, obere Obergeschosse und Bekrönung, 1753–56, Werkmeister Joseph Schaal, Mainz; spätbarocker Quersaal mit Walmdach, 1769–75, Architekt Friedrich Joachim Stengel                                                                                   | weitere Bilder Fotos hochladen |
| Kriegerdenkmal und Grabmäler | Kirchgasse, bei Nr. 8 Lage                                                 | 1955/56                                  | auf dem Alten Friedhof zwei neugotische Grabstelen; westlich des Kirchturms Kriegerdenkmal 1914/18 und 1939/45, trauernde Sitzfigur und kreuzförmige Sandsteinstelen, 1955/56 von Bildhauer Gustav Nonnenmacher, Worms | Fotos hochladen                |
| Türgewände                   | Mainzer Straße, an Nr. 10 Lage                                             | 1798                                     | Rotsandstein-Türgewände mit reliefierter Kartusche, bezeichnet 1798 | Fotos hochladen                |
| Kriegerdenkmal und Grabmal   | Mainzer Straße, auf dem Friedhof Lage                                      |                                          | gegen Ende des 19. Jahrhunderts eröffnet, teilweise mit originaler Umfassung - Kriegerdenkmal 1914/18, neuklassizistische Schauwand mit Nischenfigur, 1929, Architekt K. Eggelmann, Mainz-Gustavsburg, Bildhauer Ludwig Lipp, Mainz - Grabmal Schick-Weinel, Todesengel, um 1900/10                                            | weitere Bilder Fotos hochladen |
| Wasserbehälter               | westlich des Ortes an der Straße nach Ober-Hilbersheim; Flur Goldberg Lage | 1905                                     | Jugendstiltypenbau aus Sandsteinbossenquadern, bezeichnet 1905, Architekt Wilhelm Lenz, Großherzogliche Kulturinspektion Mainz; landschaftsbildprägend | weitere Bilder Fotos hochladen |

## Ehemalige Kulturdenkmäler
| Bezeichnung | Lage                | Baujahr | Beschreibung                                                                | Bild |
| ----------- | ------------------- | ------- | --------------------------------------------------------------------------- | ---- |
| Wohnhaus    | Hintergasse 6a Lage | 1604    | Wohnhaus, teilweise Fachwerk, angeblich von 1604; aus Denkmalliste gelöscht | BW   |